# Larry Manetti
Lawrence Francis "Larry" Manetti, född 23 juli 1947 i Chicago, Illinois, är en amerikansk skådespelare. Han är främst känd för rollen som Orville "Rick" Wright i TV-serien Magnum P. I. mellan 1980 och 1988 med Tom Selleck i huvudrollen.
Han studerade i Chicago till skådespelare och han är gift med Nancy DeCarl, och har en son som heter Lorenzo Manetti. Han talar italienska väl och var fosterson till Frank Sinatra.

## Film & TV i urval
Manettis första TV-roll var en ung detektiv i The Chase (1974). Därefter har han varit med i TV-serier som exempelvis Baa Baa Black Sheep (1976-1978), Battlestar Galactica, Quantum Leap, Walker, Texas Ranger och Blue Bloods.